# Eleições na União Europeia

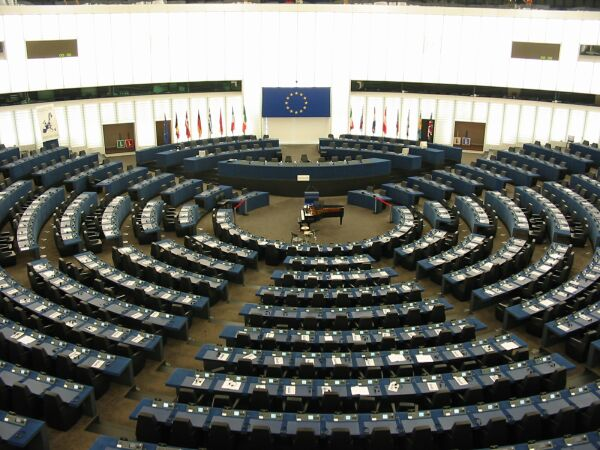
Hemiciclo do Parlamento Europeu em Estrasburgo.

As eleições na União Europeia ocorrem a cada cinco anos por sufrágio universal. Os eurodeputados são eleitos para o Parlamento Europeu, que é eleito directamente desde 1979. Nenhum outro órgão é directamente eleito, embora o Conselho da União Europeia e o Conselho Europeu sejam, principalmente, compostos por funcionários eleitos nacionalmente.

## Sistema de votação
Não existe um modelo uniforme de sistema de votação para a eleição dos deputados, pois antes, cada Estado-Membro é livre de escolher o seu próprio sistema, sujeita a três restrições:
- O sistema tem de ser uma forma de representação proporcional, quer em listas partidárias, quer em sistemas de voto único transferível.
- O espaço eleitoral pode ser subdividido se isso não afectar a generalidade do carácter proporcional do sistema de votação.
- Qualquer eleição limiar, ao nível nacional, não deve ser superior a cinco por cento.

A atribuição de lugares para cada Estado-Membro é baseada no princípio da proporcionalidade degressiva, a fim de que, embora o tamanho da população de cada país é tida em conta, os mais pequenos elegem mais deputados do que seria estritamente justificado pelo tamanho das suas populações. Como o número de deputados concedido a cada país surgiu a partir de negociações através de tratado, não existe uma fórmula para a repartição exacta dos lugares entre os Estados-Membros. Não houve alterações nesta configuração, podendo ocorrer sem o consentimento unânime de todos os governos.
| Divisão proporcional no Parlamento Europeu - Mudanças entre o Tratado de Nice e o Brexit (calculada de acordo com as Eleições europeias parlamentares de 2019 e alterações após Brexit)                                                                                 | Divisão proporcional no Parlamento Europeu - Mudanças entre o Tratado de Nice e o Brexit (calculada de acordo com as Eleições europeias parlamentares de 2019 e alterações após Brexit)                                                                                 | Divisão proporcional no Parlamento Europeu - Mudanças entre o Tratado de Nice e o Brexit (calculada de acordo com as Eleições europeias parlamentares de 2019 e alterações após Brexit)                                                                                 | Divisão proporcional no Parlamento Europeu - Mudanças entre o Tratado de Nice e o Brexit (calculada de acordo com as Eleições europeias parlamentares de 2019 e alterações após Brexit)                                                                                 | Divisão proporcional no Parlamento Europeu - Mudanças entre o Tratado de Nice e o Brexit (calculada de acordo com as Eleições europeias parlamentares de 2019 e alterações após Brexit)                                                                                 | Divisão proporcional no Parlamento Europeu - Mudanças entre o Tratado de Nice e o Brexit (calculada de acordo com as Eleições europeias parlamentares de 2019 e alterações após Brexit)                                                                                 | Divisão proporcional no Parlamento Europeu - Mudanças entre o Tratado de Nice e o Brexit (calculada de acordo com as Eleições europeias parlamentares de 2019 e alterações após Brexit)                                                                                 | Divisão proporcional no Parlamento Europeu - Mudanças entre o Tratado de Nice e o Brexit (calculada de acordo com as Eleições europeias parlamentares de 2019 e alterações após Brexit)                                                                                 | Divisão proporcional no Parlamento Europeu - Mudanças entre o Tratado de Nice e o Brexit (calculada de acordo com as Eleições europeias parlamentares de 2019 e alterações após Brexit)                                                                                 | Divisão proporcional no Parlamento Europeu - Mudanças entre o Tratado de Nice e o Brexit (calculada de acordo com as Eleições europeias parlamentares de 2019 e alterações após Brexit)                                                                                 | Divisão proporcional no Parlamento Europeu - Mudanças entre o Tratado de Nice e o Brexit (calculada de acordo com as Eleições europeias parlamentares de 2019 e alterações após Brexit)                                                                                 | Divisão proporcional no Parlamento Europeu - Mudanças entre o Tratado de Nice e o Brexit (calculada de acordo com as Eleições europeias parlamentares de 2019 e alterações após Brexit)                                                                                 | Divisão proporcional no Parlamento Europeu - Mudanças entre o Tratado de Nice e o Brexit (calculada de acordo com as Eleições europeias parlamentares de 2019 e alterações após Brexit) | Divisão proporcional no Parlamento Europeu - Mudanças entre o Tratado de Nice e o Brexit (calculada de acordo com as Eleições europeias parlamentares de 2019 e alterações após Brexit) | Divisão proporcional no Parlamento Europeu - Mudanças entre o Tratado de Nice e o Brexit (calculada de acordo com as Eleições europeias parlamentares de 2019 e alterações após Brexit) | Divisão proporcional no Parlamento Europeu - Mudanças entre o Tratado de Nice e o Brexit (calculada de acordo com as Eleições europeias parlamentares de 2019 e alterações após Brexit) | Divisão proporcional no Parlamento Europeu - Mudanças entre o Tratado de Nice e o Brexit (calculada de acordo com as Eleições europeias parlamentares de 2019 e alterações após Brexit) |
| --- | --- | --- | --- | --- | --- | --- | --- | --- | --- | --- | --- | --- | --- | --- | --- | --- |
| Estado-membro | 2007 | 2009 Nice | 2009 Lisboa | 2020 Brexit | | Estado-membro | 2007 | 2009 Nice | 2009 Lisboa | 2020 Brexit | | Estado-membro | 2007 | 2009 Nice | 2009 Lisboa | 2020 Brexit |
| Alemanha | 99 | 99 | 96 | 96 | Chéquia | 24 | 22 | 22 | 21 | Eslováquia | 14 | 13 | 13 | 14 | | |
| França | 78 | 72 | 74 | 79 | Grécia | 24 | 22 | 22 | 21 | Irlanda | 13 | 12 | 12 | 13 | | |
| Reino Unido1 | 78 | 72 | 73 | 0 | Hungria | 24 | 22 | 22 | 21 | Lituânia | 13 | 12 | 12 | 11 | | |
| Itália | 78 | 72 | 73 | 76 | Portugal | 24 | 22 | 22 | 21 | Letônia | 9 | 8 | 9 | 8 | | |
| Espanha | 54 | 50 | 54 | 59 | Suécia | 19 | 18 | 20 | 21 | Eslovênia | 7 | 7 | 8 | 8 | | |
| Polónia | 54 | 50 | 51 | 52 | Áustria | 18 | 17 | 19 | 19 | Chipre | 6 | 6 | 6 | 6 | | |
| Roménia | 35 | 33 | 33 | 33 | Bulgária | 18 | 17 | 18 | 17 | Estónia | 6 | 6 | 6 | 7 | | |
| Países Baixos | 27 | 25 | 26 | 29 | Finlândia | 14 | 13 | 13 | 14 | Luxemburgo | 6 | 6 | 6 | 6 | | |
| Bélgica | 24 | 22 | 22 | 21 | Dinamarca | 14 | 13 | 13 | 14 | Malta | 5 | 5 | 6 | 6 | | |
| 1Inclui Gibraltar, mas não qualquer outro território ultramarino britânico, áreas de soberania ou dependências da Coroa. 2 O orador não é contado oficialmente, deixando assim o total de 750 deputados. Itálico - Países que são divididos por círculos sub-nacionais. | 1Inclui Gibraltar, mas não qualquer outro território ultramarino britânico, áreas de soberania ou dependências da Coroa. 2 O orador não é contado oficialmente, deixando assim o total de 750 deputados. Itálico - Países que são divididos por círculos sub-nacionais. | 1Inclui Gibraltar, mas não qualquer outro território ultramarino britânico, áreas de soberania ou dependências da Coroa. 2 O orador não é contado oficialmente, deixando assim o total de 750 deputados. Itálico - Países que são divididos por círculos sub-nacionais. | 1Inclui Gibraltar, mas não qualquer outro território ultramarino britânico, áreas de soberania ou dependências da Coroa. 2 O orador não é contado oficialmente, deixando assim o total de 750 deputados. Itálico - Países que são divididos por círculos sub-nacionais. | 1Inclui Gibraltar, mas não qualquer outro território ultramarino britânico, áreas de soberania ou dependências da Coroa. 2 O orador não é contado oficialmente, deixando assim o total de 750 deputados. Itálico - Países que são divididos por círculos sub-nacionais. | 1Inclui Gibraltar, mas não qualquer outro território ultramarino britânico, áreas de soberania ou dependências da Coroa. 2 O orador não é contado oficialmente, deixando assim o total de 750 deputados. Itálico - Países que são divididos por círculos sub-nacionais. | 1Inclui Gibraltar, mas não qualquer outro território ultramarino britânico, áreas de soberania ou dependências da Coroa. 2 O orador não é contado oficialmente, deixando assim o total de 750 deputados. Itálico - Países que são divididos por círculos sub-nacionais. | 1Inclui Gibraltar, mas não qualquer outro território ultramarino britânico, áreas de soberania ou dependências da Coroa. 2 O orador não é contado oficialmente, deixando assim o total de 750 deputados. Itálico - Países que são divididos por círculos sub-nacionais. | 1Inclui Gibraltar, mas não qualquer outro território ultramarino britânico, áreas de soberania ou dependências da Coroa. 2 O orador não é contado oficialmente, deixando assim o total de 750 deputados. Itálico - Países que são divididos por círculos sub-nacionais. | 1Inclui Gibraltar, mas não qualquer outro território ultramarino britânico, áreas de soberania ou dependências da Coroa. 2 O orador não é contado oficialmente, deixando assim o total de 750 deputados. Itálico - Países que são divididos por círculos sub-nacionais. | 1Inclui Gibraltar, mas não qualquer outro território ultramarino britânico, áreas de soberania ou dependências da Coroa. 2 O orador não é contado oficialmente, deixando assim o total de 750 deputados. Itálico - Países que são divididos por círculos sub-nacionais. | 1Inclui Gibraltar, mas não qualquer outro território ultramarino britânico, áreas de soberania ou dependências da Coroa. 2 O orador não é contado oficialmente, deixando assim o total de 750 deputados. Itálico - Países que são divididos por círculos sub-nacionais. | Total: | 785 | 736 | 7512 | 7052 |

## Grupos políticos
| Grupo | Grupo         | Líder(es)                        | Número de membros | Número de membros |
| ----- | ------------- | -------------------------------- | ----------------- | ----------------- |
|       | PPE           | Joseph Daul                      | 265               |                   |
|       | S&D           | Udo Bullmann                     | 184               |                   |
|       | ALDE          | Guy Verhofstadt                  | 84                |                   |
|       | G-EFA         | Daniel Cohn-Bendit Rebecca Harms | 55                |                   |
|       | ECR           | Timothy Kirkhope                 | 54                |                   |
|       | GUE-NGL       | Lothar Bisky                     | 35                |                   |
|       | EFD           | Nigel Farage Francesco Speroni   | 32                |                   |
|       | Não-inscritos | Independentes                    | 27                |                   |

Na sétima legislatura os grupos políticos são:
- PPE - Grupo do Partido Popular Europeu (Democratas-Cristãos), com 265 deputados.
- S&D Aliança dos Socialistas e Democratas Progressistas, com 184 deputados.
- ALDE Grupo da Aliança dos Democratas e Liberais pela Europa, com 84 deputados.
- G-EFA Grupo dos Verdes/Aliança Livre Europeia, com 55 deputados.
- ECR Reformistas e Conservadores Europeus, com 54 deputados.
- GUE/NGL Grupo Confederal da Esquerda Unitária Europeia/Esquerda Nórdica Verde, com 35 deputados.
- EFD Grupo União para a Europa das Nações, com 32 deputados.
- NI Não-inscritos, com 27 deputados.

## Resultados
Resultados em percentagem das eleições anteriores ao nível dos três grandes grupos por região.

Grupos Políticos do PE, de 1979.

| Conservador/Democrata Cristão (CD,EPP (79-92), EPP (92-99), FE, EPP-ED) Somente Conservadores (C, ED, MER) Social Democratas (S, SOC, PES) Comunista/Extrema-Esquerda (COM, LU, EUL, EUL/NGL) Liberal/Centrista (L, LD, LDR, ERA, ELDR, ALDE) Nacional Conservadores (UDE, EPD, EDA, UFE, UEN) | Somente Verdes (G) Verde/Regionalista (RBW (84-89), RBW (89-94), G/EFA) Heterogéneos (CDI, TGI) Independentes (NI) Eurocépticos (EN, I-EN, EDD, IND/DEM) Extrema-Direita Nacionalista (ER,DR,ITS) |

| REGIÃO     | 1979 | 1984 | 1989 | 1994 | 1999 | 2004 | 2009 |
|            | 3.6  | 6.3  | 6.3  | 22   | 35.3 | 31.2 | ?    |
| do Norte   | 3.6  | 2.7  | 4.5  | 6.8  | 16.7 | 18.1 | ?    |
|            | 23.2 | 33   | 45.5 | 56.8 | 27.6 | 23.9 | ?    |
|            |      |      |      |      |      |      |      |
|            | 33.6 | 30.9 | 26.7 | 31.9 | 36.4 | 34.9 | ?    |
| do Oeste   | 6.5  | 10.6 | 12   | 8.5  | 5.2  | 11.9 | ?    |
|            | 34.1 | 32.7 | 32.7 | 29.9 | 27.9 | 30.2 | ?    |
|            |      |      |      |      |      |      |      |
|            | 37   | 34.3 | 29.6 | 25.9 | 39.8 | 38.2 | ?    |
| do Sul     | 6.2  | 4.8  | 9.5  | 8.5  | 5    | 7.9  | ?    |
|            | 16   | 21   | 29.1 | 29.9 | 30.8 | 33   | ?    |
|            |      |      |      |      |      |      |      |
|            | -    | -    | -    | -    | -    | 46.4 | ?    |
| do Este    | -    | -    | -    | -    | -    | 14.3 | ?    |
|            | -    | -    | -    | -    | -    | 21.4 | ?    |
|            |      |      |      |      |      |      |      |
|            | -    | -    | -    | -    | -    | -    | ?    |
| dos Balcãs | -    | -    | -    | -    | -    | -    | ?    |
|            | -    | -    | -    | -    | -    | -    | ?    |
|            |      |      |      |      |      |      |      |
|            | 26   | 25.3 | 23.4 | 27.7 | 37.2 | 36.9 | ?    |
| Total      | 9.8  | 7.1  | 9.5  | 7.6  | 8    | 12.4 | ?    |
|            | 27.6 | 30   | 34.2 | 34.9 | 28.8 | 28.3 | ?    |
| Afluência  | 63   | 61   | 58.5 | 56.8 | 49.4 | 45.5 | ?    |

Legenda:   [     ] Socialista (PES) - [     ] Liberal (ELDR -2004- ALDE) - [     ] Popular (EPP -1994- EPP-ED)
| do Norte   | Dinamarca, Finlândia, Irlanda, Suécia e Reino Unido                           |
| do Oeste   | Áustria, Bélgica, França, Alemanha, Luxemburgo e Países Baixos,               |
| do Sul     | Chipre, Grécia, Itália, Malta, Portugal e Espanha                             |
| do Este    | Chéquia, Estónia, Hungria, Letônia, Lituânia, Polónia, Eslováquia e Eslovênia |
| dos Balcãs | Bulgária e Roménia                                                            |

### Lista de eleições
- 1979
- 1984
- 1989
- 1994
- 1999
- 2004
- 2009
- 2014
- 2019
- 2024